# オドボ・エンデュランス
オドボ・エンデュランス（Odogbor Endurance、2000年8月26日 - ）は、ナイジェリアの女子バスケットボール選手である。ポジションはセンター。Wリーグの姫路イーグレッツ所属。

## 来歴
明星学園高校に留学し全国大会を経験した後、武庫川女子大に進学後もインカレを経験。
2022年、トヨタ紡織サンシャインラビッツにアーリーエントリーを経て加入。
2024年、姫路イーグレッツに移籍。